# Paralichthys californicus
Espèce
Statut de conservation UICN

 LC  : Préoccupation mineure
Le Cardeau californien (Paralichthys californicus) est une espèce de poissons plats de la famille des Paralichthyidae.